# Mil-e Naderi
Le Mil Naderi (en persan : میل نادری) est une tour historique située près de Fahraj (en), dans la province de Kerman, en Iran.  
Érigée à l'origine à l'époque seldjoukide, elle servait de repère pour les caravanes traversant le désert de Lout entre Bam et Zahedan. Elle a été restaurée au XVIIIe siècle sous le règne de Nader Shah, d'où son nom actuel.

## Histoire
La construction initiale du Mil remonte à environ 900 ans, durant la période seldjoukide. Il s'agissait d'un édifice isolé, sans fonction religieuse, destiné à guider les voyageurs dans une région désertique dépourvue de repères naturels.
Au XVIIIe siècle, Nader Shah ordonna sa restauration pour renforcer la sécurité des routes caravanières reliant Kerman à Sistan-et-Baloutchistan. C'est à cette époque que la tour prit le nom de Mil Naderi.

## Architecture
Le Mil est une tour en brique d'environ 40 mètres de haut, construite selon un plan cylindrique. Il comporte :
- Une structure interne en escalier permettant d'accéder au sommet ;
- Des décorations en brique typiques de l'esthétique iranienne seldjoukide ;
- Un sommet autrefois utilisé pour allumer un feu, visible de loin dans le désert.

La tour compte plus de 45 marches et présente une maçonnerie élaborée, bien que partiellement endommagée par les intempéries et des interventions humaines non conformes.

## Localisation
Le Mil Naderi se trouve à proximité de la ville de Fahraj (en), dans le district de Narmashir (en), au bord de la route reliant Bam à Zahedan. Il est situé entre les deux voies de circulation, en bordure du désert de Lout.

## Protection et état actuel
Le monument est inscrit au patrimoine national iranien depuis le 6 janvier 1961, sous le numéro 143. Il souffre toutefois d'un manque de signalisation, d'entretien spécialisé et de dégradations humaines (graffitis, ciment non conforme).